# Sneakin' Sally Through the Alley

Sneakin' Sally Through The Alley est le premier album studio de Robert Palmer, publié en 1974 chez Island Records. Il a été enregistré à La Nouvelle-Orléans, en Louisiane, à New York, et aux Compass Point Studios à Nassau aux Bahamas.

## Liste des chansons
Toutes les chansons sont écrites par Robert Palmer sauf lorsqu'indiqués.
1. Sailing Shoes (Lowell George) – 2:44
2. Hey Julia – 2:24
3. Sneakin' Sally Through the Alley (Allen Toussaint) – 4:21
4. Get Outside – 4:32
5. Blackmail (Robert Palmer, Lowell George) – 2:32
6. How Much Fun – 3:02
7. From a Whisper to a Scream (Allen Toussaint) – 3:32
8. Through It All There's You – 12:17